# Rhizophagus approximatus
Rhizophagus approximatus es una especie de coleóptero de la familia Monotomidae.

## Distribución geográfica
Habita en Nueva York (estado) y en Illinois (Estados Unidos).